# Glemswald und Stuttgarter Bucht
Das FFH-Gebiet Glemswald und Stuttgarter Bucht (Schutzgebietskennung DE-7220-311) entstand 2015 durch die Zusammenlegung der zwei bereits bestehenden FFH-Gebiete Glemswald sowie Stuttgarter Bucht im deutschen Bundesland Baden-Württemberg. Diese ehemaligen Gebiete wurden bereits im Jahr 2005 durch das Regierungspräsidium Stuttgart nach der Richtlinie 92/43/EWG (Fauna-Flora-Habitat-Richtlinie) angemeldet. Mit Verordnung des Regierungspräsidiums Stuttgart zur Festlegung der Gebiete von gemeinschaftlicher Bedeutung vom 30. Oktober 2018 (in Kraft getreten am 11. Januar 2019), wurde das Schutzgebiet ausgewiesen.

## Lage
Das 3813,24 Hektar große FFH-Gebiet gehört zu den Naturräumen 104-Schönbuch und Glemswald, 105-Stuttgarter Bucht, 106-Filder, 122-Obere Gäue und 123-Neckarbecken innerhalb der naturräumlichen Haupteinheiten 10-Schwäbisches Keuper-Lias-Land und 12-Neckar- und Tauber-Gäuplatten. Es liegt zwischen Korntal-Münchingen im Norden und Weil im Schönbuch im Süden und erstreckt sich über die Markungen von 12 Städten und Gemeinden.
- Stadt Stuttgart: 1945,521 ha = 50 %
- Landkreis Böblingen:
- Böblingen: 505,8354 ha = 13 %
- Holzgerlingen: 155,6416 ha = 4 %
- Leonberg: 38,9104 ha = 1 %
- Magstadt: 116,7312 ha = 3 %
- Schönaich: 116,7312 ha = 3 %
- Sindelfingen: 505,8354 ha = 13 %
- Steinenbronn: 38,9104 ha = 1 %
- Waldenbuch: 77,8208 ha = 2 %
- Weil im Schönbuch: 311,2833 ha = 8 %
- Landkreis Esslingen:
- Leinfelden-Echterdingen: 77,8208 ha = 2 %
- Landkreis Ludwigsburg:
- Gerlingen: 38,9104 ha = 1 %

## Beschreibung und Schutzzweck
Es handelt sich um große, zusammenhängende Waldgebiete im Südwesten von Stuttgart, historische Park- und Hutewälder mit einzigartiger Altbaumdichte und um Wiesentäler mit naturnahen Fließgewässern.

### Lebensraumklassen
(allgemeine Merkmale des Gebiets) (prozentualer Anteil der Gesamtfläche)
Angaben gemäß Standard-Datenbogen aus dem Amtsblatt der Europäischen Union
|                                                    |                                                    |  |      |      |
| N08 – Heide, Gestrüpp, Macchia, Garrigue, Phrygana | N08 – Heide, Gestrüpp, Macchia, Garrigue, Phrygana |  | 1 %  | 1 %  |
| N10 – Feuchtes und mesophiles Grünland             | N10 – Feuchtes und mesophiles Grünland             |  | 15 % | 15 % |
| N15 – Anderes Ackerland                            | N15 – Anderes Ackerland                            |  | 1 %  | 1 %  |
| N16 – Laubwald                                     | N16 – Laubwald                                     |  | 35 % | 35 % |
| N17 – Nadelwald                                    | N17 – Nadelwald                                    |  | 2 %  | 2 %  |
| N19 – Mischwald                                    | N19 – Mischwald                                    |  | 44 % | 44 % |
| N21 – Nicht-Waldgebiete mit hölzernen Pflanzen     | N21 – Nicht-Waldgebiete mit hölzernen Pflanzen     |  | 1 %  | 1 %  |
| N23 – Sonstiges (einschl. Städte, Dörfer, Straßen) | N23 – Sonstiges (einschl. Städte, Dörfer, Straßen) |  | 1 %  | 1 %  |
|                                                    |                                                    |  |      |      |

### Lebensraumtypen
Gemäß Anlage 1 der Verordnung des Regierungspräsidiums Stuttgart zur Festlegung der Gebiete von gemeinschaftlicher Bedeutung (FFH-Verordnung) vom 30. Oktober 2018 kommen folgende Lebensraumtypen nach Anhang I der FFH-Richtlinie im Gebiet vor:
| EU Code | Lebensraumtyp (offizielle Bezeichnung)                                                                          | Kurzbezeichnung                                              | Hektar |
| ------- | --- | ------------------------------------------------------------ | ------ |
| 3140    | Oligo-bis mesotrophe, kalkhaltige Gewässer mit benthischer Vegetation aus Armleuchteralgen                      | Kalkreiche, nährstoffarme Stillgewässer mit Armleuchteralgen | 0,94   |
| 3150    | Natürliche eutrophe Seen mit einer Vegetation des Magnopotamion oder Hydrocharition                             | Natürliche nährstoffreiche Seen                              | 6,17   |
| 3260    | Flüsse der planaren bis montanen Stufe mit Vegetation des Ranunculion fluitantis und des Callitricho-Batrachion | Fließgewässer mit flutender Wasservegetation                 | 0,29   |
| 6210    | Naturnahe Kalk-Trockenrasen und deren Verbuschungsstadien (Festuco-Brometalia)                                  | Kalk-Magerrasen                                              | 0,55   |
| 6230    | Artenreiche montane Borstgrasrasen (und submontan auf dem europäischen Festland) auf Silikatböden               | Artenreiche Borstgrasrasen                                   | 1,83   |
| 6410    | Pfeifengraswiesen auf kalkreichem Boden, torfigen und tonig-schluffigen Böden (Molinion caeruleae)              | Pfeifengraswiesen                                            | 2,00   |
| 6430    | Feuchte Hochstaudenfluren der planaren und montanen bis alpinen Stufe                                           | Feuchte Hochstaudenfluren                                    | 0,07   |
| 6510    | Magere Flachland-Mähwiesen (Alopecurus pratensis, Sanguisorbaofficinalis)                                       | Magere Flachland-Mähwiesen                                   | 251,00 |
| 7220    | Kalktuffquellen (Cratoneurion)                                                                                  | Kalktuffquellen                                              | 0,23   |
| 9110    | Hainsimsen-Buchenwald (Luzulo-Fagetum)                                                                          | Hainsimsen-Buchenwald                                        | 845,13 |
| 9130    | Waldmeister-Buchenwald (Asperulo-Fagetum)                                                                       | Waldmeister-Buchenwald                                       | 204,04 |
| 9160    | Subatlantischer oder mitteleuropäischer Stieleichenwald oder Hainbuchenwald (Carpinion betuli)                  | Sternmieren-Eichen-Hainbuchenwald                            | 7,40   |
| 9170    | Labkraut-Eichen-Hainbuchenwald (Galio-Carpinetum)                                                               | Labkraut-Eichen-Hainbuchenwald                               | 14,88  |
| 9190    | Alte bodensaure Eichenwälder auf Sandebenen mit Quercus robur                                                   | Bodensaure Eichenwälder auf Sandebenen                       | 1,68   |
| 91E0    | Auenwälder mit Alnus glutinosaund Fraxinus excelsior (Alno-Padion, Alnion incanae, Salicion albae)              | Auenwälder mit Erle, Esche, Weide                            | 64,73  |

### Zusammenhängende Schutzgebiete
Das FFH-Gebiet besteht aus zahlreichen Teilgebieten. Es überschneidet sich mit mehreren Landschaftsschutzgebieten.
Innerhalb des Gebiets liegen die Naturschutzgebiete
- 1163-Büsnauer Wiesental
- 1121-Greutterwald
- 1225-Hinteres Sommerhofental
- 1271-Musberger Eichberg
- 1118-Neuweiler Viehweide
- 1167-Oberes Hölzertal
- 1005-Rotwildpark bei Stuttgart
- 1276-Siebenmühlental
- 1030-Waldwiese im Mahdental